# 静村 (埼玉県)
静村（しずかむら）は、埼玉県北葛飾郡にあった村。現在の久喜市北部にあたり、静御前の没地として知られる。1957年（昭和32年）に栗橋町・豊田村と合併し、改めて栗橋町となり消滅した。

## 地理

### 河川
- 中川
- 稲荷木堀
- 十王排水路
- 樋堀用水路

### その他
- 高柳砂丘

## 隣接していた自治体
（括弧内は現在の自治体）
- 加須市（加須市）
- 北葛飾郡
  - 栗橋町（久喜市）
  - 鷲宮町（久喜市）
  - 豊田村（久喜市）
- 北埼玉郡
  - 大利根村（加須市）

## 歴史
- 1889年（明治22年）4月1日 - 町村制施行に伴い、北葛飾郡佐間村・伊坂村・松永村・間鎌村・高柳村・島川村が合併し、静村（初代）となる。
- 1944年（昭和19年）4月1日 - 栗橋町・豊田村と合併し、改めて栗橋町が発足。同日静村（初代）廃止。
- 1949年（昭和24年）10月1日 - 栗橋町から分立し、静村（2代）が発足する。
- 1957年（昭和32年）4月1日 - 栗橋町・豊田村と合併し、改めて栗橋町が発足。同日静村（2代）廃止。

## 地名（小字）
| 佐間村（さまむら） - 陣屋（じんや） - 前新田（まへしんでん） - 前（まへ） - 西（にし） - 陣屋屋敷添（じんややしきぞへ） - 外野（そとの） - 八反（はつたん） - 小草原（こくさばら） - 前田（まへだ） - 裏新田（うらしんでん） - 堀向（ほりむかふ） - 北新田（きたしんでん） - 堤外（つつみそと） | 伊坂村（いさかむら） - 宝治戸浦（ほうじとうら） - 東（ひがし） - 一言（ひとこと） - 土取橋（どとりばし） - 砂畑（すなばた） - 道下（みちした） - 雨の宮（あめのみや） - 外野（そとの） - 谷倒（やだをし） - 草場（くさば） - 町人新田（ちやうにんしんでん） - 旱上（ひあがり） | 松永村（まつながむら） - 内倉田（うちくらだ） - 外倉田（そとくらだ） - 干堀（ひぼり） - 古利根川通（ふるとねがわどおり） - 権現前（ごんげんまへ） - 星の宮（ほしのみや） - 堤根（つつみね） - 前（まへ） - 間鎌裏（まがまうら） - 香取前（かとりまへ） - 切戸崎（きれどざき） - 新田裏（しんでんうら） |

| 間鎌村（まがまむら） - 砂畑前（すなはたまへ） - 裏（うら） - 砂畑（すなはた） - 堀内（ほりうち） - 三丁目（さんちやうめ） - 道下（みちした） - 堀向三丁目（ほりむかふさんちやうめ） - 堀向（ほりむかふ） - 砂河原（すながはら） - 前新田（まへしんでん） - 後新田 | 高柳村（たかやなぎむら） - 会野谷（あひのや） - 弥八（やはち） - 沼廻（ぬまめぐり） - 小草原（こくさはら） - 島川裏（しまかはうら） - 島裏（しまうら） - 香取下（かとりした） - 島前（しままへ） - 中島（なかじま） - 外河原（そとがはら） - 古川（ふるかは） - 正賀山（しやうがやま） - 水深前（みずふかまへ） - 水深裏（みずふかうら） - 田中（たなか） - 天神道北（てんじんみちきた） - 前通（まえどほり） - 神取前（かんどりまえ） - 十王（じふわう） - 溜井（ためゐ） - 溜井下（ためゐした） - 道下（みちした） - 島野前（しまのまへ） | 島川村（しまかわむら） - 欠堀（かけぼり） - 島畑（しまはた） - 寺地（てらち） - 中道（なかみち） - 堤外（つつみそと） |